# EHF-Europapokal der Pokalsieger der Frauen 1998/99
Am EHF-Europapokal der Pokalsieger 1998/99 nahmen 29 Handball-Vereinsmannschaften aus 28 Ländern teil. Diese qualifizierten sich in der vorangegangenen Saison in ihren Heimatländern im Pokalwettbewerb für den Europapokal. Bei der 23. Austragung des Pokalsiegerwettbewerbes, konnte Bækkelagets SK seinen Titel aus dem Vorjahr erfolgreich verteidigen.

## 1. Runde
Die Hinspiele der 1. Runde fanden zwischen dem 2.–10. Oktober und die Rückspiele zwischen dem 4.–11. Oktober 1998 statt.
|                              | Gesamt |                            | Hinspiel  | Rückspiel |
| ---------------------------- | ------ | -------------------------- | --------- | --------- |
| R.Sh.V.S.M.-R.U.O.R. Minsk   | 47:65  | AS Silcotub Zalău          | 24:33 (1) | 23:32     |
| Frederiksberg IF             | 67:40  | Duvanska industrija Niš    | 36:23 (2) | 31:17 (2) |
| Maccabi Holon                | 32:63  | Spartak VABank Kiew        | 20:30     | 12:33 (3) |
| ŽRK Struzanka Struga         | 22:75  | Larvik HK                  | 12:38 (4) | 10:37     |
| Colégio de Gaia              | 30:68  | Kuban Krasnodar            | 15:36     | 15:32 (5) |
| HERZ - Ferencváros Budapest  | 62:29  | Zeeman Vastgoed - SEW      | 32:12     | 30:17     |
| LC Brühl Handball St. Gallen | 73:29  | H.B. Dudelange             | 41:19     | 32:10     |
| HC Goražde                   | 09:83  | Ferrobus Mislata Tortajada | 04:43 (6) | 05:40     |
| DHC Slavia Prag              | 45:42  | Anadolu Uni Eskişehir      | 22:15     | 23:27     |
| O.F.N. Ionias                | 35:41  | AVES Burgas                | 20:18     | 15:23     |
| Zagłębie Lubin               | 39:52  | ASPTT Metz HB              | 21:22     | 18:30     |
| SSV Dornbirn                 | 32:65  | Eastcon AG Vilnius         | 19:31     | 13:34     |
| De Gasperi Enna              | 37:56  | Robit Olimpija Ljubljana   | 17:30 (7) | 20:26     |

Durch ein Freilos zogen TV Lützellinden, Kras Zagreb und Titelverteidiger Bækkelagets SK direkt in das Achtelfinale ein.

## Achtelfinale
Im Achtelfinale fanden die Hinspiele vom 7.–13. November und die Rückspiele vom 8.–15. November 1998 statt.
|                     | Gesamt |                              | Hinspiel   | Rückspiel  |
| ------------------- | ------ | ---------------------------- | ---------- | ---------- |
| AS Silcotub Zalău   | 37:52  | Ferrobus Mislata Tortajada   | 15:27 (8)  | 22:25      |
| Bækkelagets SK      | 60:44  | DHC Slavia Prag              | 32:21 (9)  | 28:23 (9)  |
| Kras Zagreb         | 81:33  | AVES Burgas                  | 42:18      | 39:15 (10) |
| Kuban Krasnodar     | 62:50  | LC Brühl Handball St. Gallen | 28:22 (11) | 34:28      |
| Frederiksberg IF    | 52:51  | Robit Olimpija Ljubljana     | 32:21      | 20:30      |
| TV Lützellinden     | 46:51  | ASPTT Metz HB                | 29:24      | 17:27      |
| Spartak VABank Kiew | 57:47  | Eastcon AG Vilnius           | 30:21      | 27:26      |
| Larvik HK           | 57:56  | HERZ - Ferencváros Budapest  | 33:23      | 24:33      |

## Viertelfinale
Im Viertelfinale fanden die Hinspiele vom 27.–28. Februar und die Rückspiele vom 1. – 7. März 1999 statt.
|                     | Gesamt |                            | Hinspiel   | Rückspiel |
| ------------------- | ------ | -------------------------- | ---------- | --------- |
| Bækkelagets SK      | 54:42  | Larvik HK                  | 32:19      | 22:23     |
| Spartak VABank Kiew | 34:41  | Ferrobus Mislata Tortajada | 13:24 (12) | 21:17     |
| Kuban Krasnodar     | 42:44  | ASPTT Metz HB              | 23:14      | 19:30     |
| Kras Zagreb         | 47:53  | Frederiksberg IF           | 24:31      | 23:22     |

## Halbfinale
Im Halbfinale fanden die Hinspiele vom 10. – 11.  April und die Rückspiele am 17. April 1999 statt.
|                            | Gesamt |                  | Hinspiel | Rückspiel |
| -------------------------- | ------ | ---------------- | -------- | --------- |
| Ferrobus Mislata Tortajada | 46:41  | Frederiksberg IF | 25:20    | 21:21     |
| ASPTT Metz HB              | 39:45  | Bækkelagets SK   | 17:17    | 22:28     |

## Finale
Das Hinspiel fand am 8. Mai 1999 in Gjøvik in der Olympiske Fjellhall und das Rückspiel am 15. Mai 1999 in Valencia statt.
|                | Gesamt |                            | Hinspiel | Rückspiel |
| -------------- | ------ | -------------------------- | -------- | --------- |
| Bækkelagets SK | 50:35  | Ferrobus Mislata Tortajada | 26:13    | 24:22     |

## Europapokalsieger Bækkelagets SK
| Bækkelagets SK | - Tor: Cecilie Leganger, Monica Kyvåg - Feldspieler: Mette Ruud-Johansen, Sahra Hausmann, Eli Fallingen, Siv Heim Sæbøe, Kari Anne Hole, Gro Engstrøm, Sorina Teodorovic, Anja Andersen, Gitte Madsen, Reyes Baello Vidal, Nina Gullingsrud, Heidi Berg, Hanne Halén, Hong Jeong-ho, Hilde Gaupset, Line Olsen, Ellen Beate Guttormsen, Lise Larssen, Stine Steen - Trainer: Frode Kyvåg |